# Dagen før - Dagen efter
Dagen før - Dagen efter er en dansk stum eventyrfilm fra 1912 produceret af Det Skandinavisk-Russiske Handelshus. Filmens instruktør er ukendt.
Filmen, der af producenten blev betegnet som "et komisk optrin i 2 akter", havde dansk premiere den 25. oktober 1912 i Victoria-Teatret i København og blev tillige vist i Sverige under titlen Dagen före - dagen efter.

## Handling
Den unge glade levemand, Dick Brown, lider af forlystelsessyge. Filmen følger en dag, hvor Dick Brown har fået et voldsomt tilbagefald af forlystelsessyge. Han aftaler et møde med sin bekendte, en "fordomsfri barnenymfe", kaldet "Mis". Mis er altid beredvillig, og de to tager ud at ride, på café og i cirkus. De bliver dog bedt om at forlade cirkusmanegen, og Mis trak sig herefter tilbage. Deprimeret møder Dick en fremmed mand, som han inviterer indenfor i sit hjem. Manden har en umættelig appetit, og han spiser blandt andet Dicks guldfisk, før Dick smider ham ud. Dick går i seng, og da han vågner næste morgen, kan han ikke huske, hvad der var drøm, og hvad der var virkelighed.

## Medvirkende
- Richard Jensen, Dick Brown
- Emilie Sannom, "Mis"
- Emilian Erichsen, Staldknægt